# Податкова кінська сила

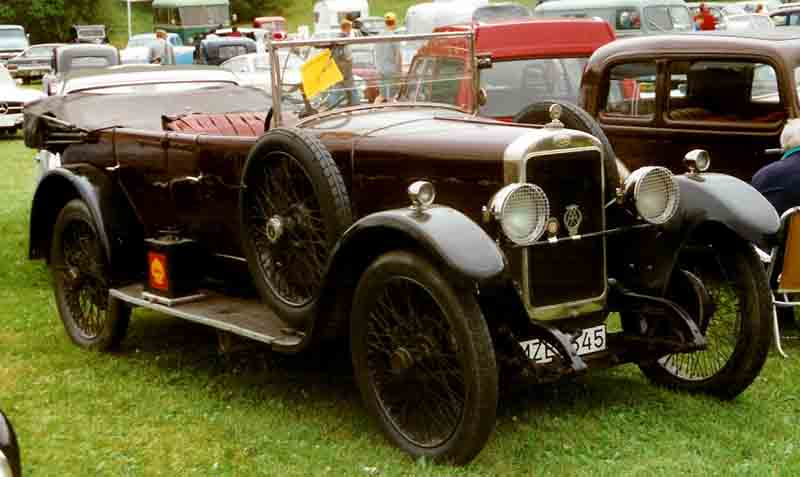
Модель «Sunbeam 14/40 Tourer» 1926 року: 14 п. к. с., фактична потужність двигуна — 40 к. с.

Податко́ва кі́нська си́ла (п. к. с.) або оподатко́вувана кі́нська си́ла (англ. Tax horsepower) — одиниця вимірювання фіскальної потужності двигуна транспортного засобу, за якою в низці європейських країн обчислюються (або обчислювались) ставки оподаткування автомобілів. Це одна з перших за порядком появи характеристик двигуна автомобіля з точки зору оподаткування у таких країнах як Велика Британія, Бельгія, Німеччина, Франція, Італія.
Величина податкової кінської сили розраховувалася не від фактичної потужності двигуна, а з допомогою простої математичної формули, виходячи з геометричних розмірів циліндра. На початку XX століття податкова кінська сила була досить близька до реальної кінської сили (к. с.); з розвитком двигунів внутрішнього згоряння реальна потужність стала більшою за податкову у десять і більше разів.
Фіскальна потужність нерідко вказувалась у назві моделі автомобіля. Наприклад, «Morris Eight» 1935 року отримав свою назву від його податкової потужності, а не за числом циліндрів двигуна; «Talbot 14-45» при фактичній потужності 45 к. с. мав 14 п. к. с. Багато французьких автомобілів до 1950-х років позначались за податковою потужністю: «Citroën 11CV», «Renault 4CV» та інші (CV — скорочення від фр. chevaux, «коні»). Найдовше таку назву зберегла модель «Citroën 2CV», що випускалась з 1948 до 1990 року.

## Велика Британія
Так звана формула «RAC-кінської сили» (RAC h.p.) спочатку була складена у 1910 році Королівським автомобільним клубом (англ. Royal Automobile Club, RAC) за дорученням британського уряду. Значення «RAC-кінської сили» розраховується із загальної площі робочої поверхні поршня і числа циліндрів за формулою:
{\displaystyle {\text{RAC h.p.}}={\frac {D^{2}\times n}{2.5}}}
де: {\displaystyle D} — діаметр циліндра в дюймах,
{\displaystyle n} — кількість циліндрів.
Формула ґрунтувалась на загальній площі поверхні поршня (тобто фігурував лише «отвір»). Коефіцієнт 2,5 враховував, поширені для двигунів того часу характеристики, такі як середній ефективний тиск у циліндрі 90 psi (6,2 бар) і максимальну швидкість поршня 1000 футів за хвилину (5,1 м/с).
Систему запровадили як дещо прогресивний спосіб оподаткування дорогих автомобілів відносно недорогих, але також для захисту внутрішньої британської автомобільної промисловості від іноземного імпорту, особливо це стосувалось Ford Model T. Методи масового виробництва Генрі Форда робили Model T конкурентоспроможною за ціною з британськими автомобілями, незважаючи на те, що була набагато більшою, довговічнішою та потужнішою машиною, ніж інші доступні моделі за такою ж ціною. У 1912 році Форд відкрив у Манчестері фабрику з виробництва Model T, щоб обійти імпортні мита, які до того моменту збільшували реальну ціну на іноземні автомобілі. Згідно з формулою RAC, Model T була автомобілем із 22 п. к. с., що робило його дорожчим у експлуатації, ніж його конкуренти, виготовлені у Британії, які продавались за такою ж ціною.
Спочатку рейтинг RAC зазвичай відображав фактичну (вихідну) потужність автомобіля, але в міру розвитку конструкції двигунів та технологій в 1920-х і 1930-х роках ці дві цифри почали розходитися, двигуни видавали набагато більшу потужність, ніж припускали їхні рейтинги RAC: до 1924 року двигун Austin Seven об'ємом 747 см³ із потужністю 10,5 к.с. мав рейтинг RAC 7 hp.
Виробники стали у назвах моделі включати як фіскальну потужність в одинцях RAC h.p., так і фактичну вихідну потужність, наприклад, Wolseley 14/60 і Alvis 12/70 1938 року.
Для мінімізації податків у системі RAC британські конструктори розробляли двигуни необхідного робочого об'єму з дуже довгим ходом та малою робочою поверхнею (діаметром) поршня.
Іншим наслідком введення п. к. с. були різновиди моделей двигунів: «сімки», «вісімки», «дев'ятки», «десятки» тощо (за кількістю п. к. с.), кожна з яких була оптимізована під оподаткування. У британських автомобілів та автомобілів інших країн, де застосовувалася податкова кінська сила, двигуни з довгими циліндрами малого діаметра залишалися навіть у 1950-х та 1960-х роках, вже після скасування формули. Почасти це відбувалося за інерцією: обмежені в засобах підприємства не могли змінювати модельний ряд, дозволяючи собі лише незначні модернізації двигунів створених декілька десятиліть тому, такі як підвищення ступеня стиску (і відповідно октанового числа пального).
Такий не зовсім позитивний вплив системи п. к. с. на конструкцію двигуна зменшував конкурентоспроможність британських автомобілів на експортних ринках і одночасно захищав внутрішній ринок від імпорту великих та недорогих (через масове виробництво) американських двигунів. Тим не менше, потреба поставки на експорт у США містких і просторих автомобілів з потужними двигунами стала першорядною, і британський уряд відмовився від системи RAC з 1 січня 1947 року, замінивши її спочатку податком на об'єм двигуна, який незабаром, з 1 січня 1948 року, поступився місцем фіксованому податку.

## США
На початку XX століття для автомобілів у США для оцінювання фіскальної потужності використовувався показник, ідентичний кінським силам RAC, і обчислювався за тією ж формулою. Показник був відомий або як NACC horsepower («кінська сила NACC» від назви Національної автомобільної торгової палати), або ALAM horsepower («кінська сила ALAM» від назви Асоціації ліцензованих виробників автомобілів попередника NACC), або SAE horsepower («кінська сила SAE» від назви Співтовариства автотранспортних інженерів). Останній термін не слід плутати з пізнішим рейтингом потужності SAE. Цей показник все ще використовується для цілей оподаткування та ліцензійних зборів у штаті Міссурі для легкових транспортних засобів, при цьому електричні транспортні засоби віднесені до категорії 12–23 податкових кінських сил відповідно до закону.

## Континентальна Європа
В європейських країнах податкова кінська сила протягом двох чи трьох десятиліть до Другої світової війни розраховувалася за такою ж формулою, як і у Великій Британії, але з використанням міліметрів, відповідно до ухваленої метричної системи. В результаті округлення під час перетворення формули між двома системами вимірювання британська п. к. с. в кінцевому підсумку відповідала 1,014 континентальним (тобто французьким) п. к. с.

### Бельгія
У Бельгії податок на автомобілі залежав від робочого об'єму двигуна в кубічних сантиметрах із розрахунку 1 податкова кінська сила на кожні 200 см³ (12 куб. дюймів).

### Франція
Оподатковувана потужність автомобіля (CV від «chevaux-vapeur», буквально «парові коні») використовувалась для видачі французьких свідоцтв про реєстрацію, відомих як «cartes grises» («сірі картки»). Ці одиниці CV напочатках обчислювалися на основі потужності двигуна та використовувались для розрахунку суми податку, яка сплачувалась на момент реєстрації. Французький уряд, керуючись ідеологією дирижизму, продовжував заохочувати виробництво автомобілів з невеликими двигунами та попит на них. Транспортні засоби французького виробництва після Другої світової війни, зокрема, мали дуже малий об'єм двигуна відносно розміру автомобіля. Дуже маленький Citroën 2CV, наприклад, оснащувався двоциліндровим двигуном на 425 см³, який важив всього 45 кг, а автомобіль топ-класу Citroën SM — скромним шестицилідровим двигуном об'ємом 2700 см³ масою всього 140 кг.
У Франції податкова кінська сила зберігалась довше, але в 1956 році закон з оподаткування було переглянуто (формула стала складнішою, в ній стала враховуватись частота обертання колінчастого вала, хід поршня та діаметр циліндра, так що більше не було жодних вигод у виробництві двигунів з циліндрами малого діаметра) з подальшими переглядами в 1978 році та новою системою на основі викидів, представленою в 1998 році.
З 1998-го до січня 2020 року податок залежав від стандартизованого значення викидів вуглекислого газу CO2 у грамах на кілометр (г/км) і максимальної потужності двигуна в кіловатах (кВт). Якщо C — це кількість виділеного CO2, а P — потужність двигуна, то:
{\displaystyle P_{A}={\frac {C}{45}}+\left({\frac {P}{40}}\right)^{1.6}}
{\displaystyle P_{A}} виражається в кінських силах, округлених до найближчого цілого числа. Офіційний рівень викидів CO2, включений у розрахунок, взято з європейського сертифікату відповідності.
З січня 2020 року податок на потужність обчислюється виключно на основі потужності двигуна. Однак, крім податкової потужності, викиди вуглекислого газу також є вирішальними для розрахунку податку на транспортні засоби.
{\displaystyle P_{A}=0{,}00018\times P^{2}+0{,}0387\times P+1{,}34}
де: {\displaystyle P} — максимальна потужність (кВт),
{\displaystyle P_{A}} — оподатковувана потужність, к. с. округлена до більшого

### Німеччина
Податкова кінська сила (нім. Steuer-PS) була уведена в Німеччині 3 червня 1906 року. Формула ґрунтувалась на добутку числа циліндрів, квадрату діаметра циліндра і величини ходу поршня:
для чотиритактних двигунів — {\displaystyle {\text{Steuer-PS}}=0,30\times i\times d^{2}\times s}
для двотактних двигунів — {\displaystyle {\text{Steuer-PS}}=0,45\times i\times d^{2}\times s}
де: {\displaystyle i} — кількість циліндрів,
{\displaystyle d} — діаметр циліндра,
{\displaystyle s} — хід поршня,
Отже, існує пряма лінійна залежність між об'ємом двигуна і числом податкових кінських сил, і:
1 п. к. с. (Steuer-PS) = 261,8 см³ — для чотиритактних двигунів
1 п. к. с. (Steuer-PS) = 175,5 см³ — для двотактних двигунів
1928 року влада встановила податкові ставки для легкових автомобілів просто за об'єм двигуна (для комерційних транспортних засобів транспортний податок став залежати від маси автомобіля).
У 1933 році уряд Гітлера, що прийшов до влади, визначив сприяння розвитку автомобільної промисловості ключем до економічного відновлення: нові автомобілі, придбані після квітня 1933 року, більше не обтяжувалися річним податком, а виробництво легкових автомобілів у Німеччині зросло з 41 727 у 1932 році до 276 804 у 1938 році. Після цього війна та військова поразка призвели до зміни політики оподаткування автомобілів, а після 1945 року — податкову кінську силу повернули до Західної Німеччини, застосовуючи формулу 1928 року, як визначник річного податку на автомобілі, придбані у 1945 році або після нього. Однак запровадження податку на дорожнє паливо у 1951 році та прогресивне збільшення податку на паливо після цього зменшили важливість річного податку на автомобілі, так що сьогодні набагато більше податку за володіння автомобілями збирається через податки на паливо, ніж через річний податок на автомобілі

### Італія
Податкові кінські сили все ще використовуються в Італії у страховому бізнесі; раніше вони також використовувались для оподаткування власників автомобілів і базувались на робочому об'ємі двигуна. Починаючи з періоду нафтової кризи 1973 року і аж до 1990-х років податок був високим для автомобілів з двигунами об'ємом понад 2000 см³, що спонукало італійських виробників автомобілів встановлювати турбокомпресори для збільшення потужності без збільшення робочого об'єму.
З 1976 року формула для розрахунку оподатковуваної потужності для чотиритактних двигунів виглядає так:
{\displaystyle P_{\mathrm {F} }=0,14186\,\mathrm {CF} \cdot \left({\frac {V}{1\,\mathrm {cm} ^{3}}}\right)^{0,6541}}
де: {\displaystyle P_{\mathrm {F} }} — потужність у податкових кінських силах,
{\displaystyle V} — робочий об'єм двигуна.

### Іспанія
Оподатковувана потужність також є в Іспанії, але визначається просто в термінах загальної потужності двигуна. Так це заохочує мати невеликі двигуни, але не впливає на співвідношення діаметра циліндра до ходу. Однак поточне іспанське визначення додає змінний коефіцієнт, щоб віддавати перевагу чотиритактним двигунам перед двотактними.
{\displaystyle P_{f}=T\left({0.785\cdot D^{2}\cdot R}\right)^{0.6}\cdot n}
де: {\displaystyle P_{f}} = податкова потужність (Potencia fiscal),
{\displaystyle T} — 0,08 для чотиритактних двигунів, 0,11 для двотактних двигунів,
{\displaystyle D} — діаметр циліндра (см),
{\displaystyle R} — хід поршня (см),
{\displaystyle n} — кількість циліндрів.
Для транспортних засобів, до яких не можна застосувати наведену вище формулу (наприклад, електричні транспортні засоби), податкова потужність розраховується з ефективної потужності двигуна (яка визначається законом як максимальна потужність, яку може забезпечити двигун після використання на повній потужності протягом 30 хвилин, яка зазвичай нижча за номінальну потужність двигуна). До 1998 року замість ефективної використовувалася номінальна потужність двигуна.
{\displaystyle P_{f}={\frac {P}{5.152}}}
де: {\displaystyle P_{f}} — податкова потужність (Potencia fiscal),
{\displaystyle P} — ефективна потужність (кВт).

### Швейцарія
26 кантонів Швейцарії використовували (і використовують) різні методи оподаткування. Спочатку вся Швейцарія використовувала податок на кінські сили, який розраховувався так:
{\displaystyle {\text{CV/PS}}=0.4\times i\times d^{2}\times S}
де: {\displaystyle i} — число циліндрів,
{\displaystyle d} — діаметр циліндра (см),
{\displaystyle S} — хід поршня (см)
або 1.6/π = 0.51 помножена на об'єм двигуна у см³.
Межі між номіналами кінських сил встановлювалися на рівні 0,49, 0,50 або 0,51 у різних кантонах. Отже, категорія восьми кінських сил охоплюватиме автомобілі приблизно 7,5–8,5 CV. У 1973 році Берн перейшов на систему оподаткування, засновану на вазі автомобіля, і кілька інших кантонів пішли за ним. У 1986 році Тічіно перейшов на систему, засновану на розрахунках, включаючи розмір і вагу двигуна.

## Японія
У довоєнній Японії різні префектури мали різні структури податків на автомобілі. Префектура Токіо, природно, була найсуворішою через щільність населення та транспортних засобів, і використовувала систему оподаткування кінських сил, яку вони самі придумали:
{\displaystyle {\text{tax HP}}={\frac {D\times S\times n}{3}}}
де: {\displaystyle D} = діаметр циліндра в дюймах,
{\displaystyle S} = хід поршня в дюймах,
{\displaystyle n} = число циліндрів.
На відміну від британської системи, токійська система надає перевагу двигунам з коротким ходом, але оскільки податкові категорії були досить широкими та становили лише частину податків на транспортні засоби, що робило менший вплив на продажі. У 1950 році було прийнято нове законодавство, яке оподатковувало робочий об'єм двигуна з кроком 500 куб.см. Податок на автомобілі сплачується щороку під час сплати дорожнього податку.

## Австралія
В Австралії різні штати мали власну систему оподаткування автомобілів. Деякі з них залежали від формули RAC, але недоліки цієї системи були добре відомі ще в 1909 році. Іншою формулою була формула Денді-Маршалла, яка враховувала тактність двигуна. Кілька австралійських штатів використовували формулу Денді-Маршалла, хоча Західна Австралія повернулася до RAC h.p. у 1957 році. Формула A.C.A. Автомобільного клубу Австралії використовувала таку ж методику розрахунку, що й формула Денді-Маршалла. Австралійське бюро статистики використовувало RAC h.p. у своїй статистиці реєстрації нових автомобілів і марок транспортних засобів в Австралії до червня 1976 року.
Кілька австралійських штатів також додали вагу транспортного засобу до рейтингу потужності, щоб отримати одиницю потужності, яка визначала оподаткування.
Формула Денді-Маршалла / A.C.A. записується так:
{\displaystyle HP={\frac {D\times D\times L\times n}{12}}}
де:
{\displaystyle HP} — номінальна потужність (к. с.),
{\displaystyle D} — діаметр циліндра в дюймах,
{\displaystyle L} — довжина ходу поршня в дюймах,
{\displaystyle n} — число циліндрів

## Вплив на конструкцію двигуна та на розвиток автопромисловості
Податкова вигода від зниження діаметрів циліндрів стала фактором для стимулювання поширення щодо невеликих багатоциліндрових двигунів автомобілів, які з'являються в Європі в 1930-і роки, оскільки на ринку почала швидко зростати кількість автомобілів середнього вагового класу. Система надовго закріпила двигуни з бічними клапанами в країнах, де система оподаткування заохочувала такі конструкції двигунів, і затримала прийняття двигунів з верхнім розташуванням клапанів (OHC), оскільки малий діаметр циліндра зменшував простір для верхнього розташування клапанів, а довга камера згоряння в будь-якому випадку зменшувала їхній потенціал для покращення ефективності згоряння.
Інший ефект полягав у тому, що експлуатація автомобілів, імпортованих із країн, де не було фіскального стимулу мінімізувати діаметр циліндрів, була дуже дорогою: це могло обмежити імпорт автомобілів із США до Європи в період, коли західні уряди застосовували оголену протекціоністську політику у відповідь на економічну депресію, і таким чином заохочували автовиробників США, які бажали використовувати європейські автомобільні ринки, створювати власні спеціальні дочірні підприємства на великих європейських ринках